# Sase
Sase (en francès Saze) és un municipi francès situat al departament del Gard i a la regió d'Occitània.